# Exodeconus maritimus
Exodeconus maritimus là loài thực vật có hoa trong họ Cà. Loài này được (Benth.) D'Arcy mô tả khoa học đầu tiên năm 1986.